# Skarðstindur
Skarðstindur är en bergstopp i republiken Island. Den ligger i regionen Austurland, 300 km öster om huvudstaden Reykjavík. Toppen på Skarðstindur är 488 meter över havet.
Närmaste större samhälle är Höfn, nära Skarðstindur. Trakten runt Skarðstindur består i huvudsak av gräsmarker.